# Rift Valley-provinsen

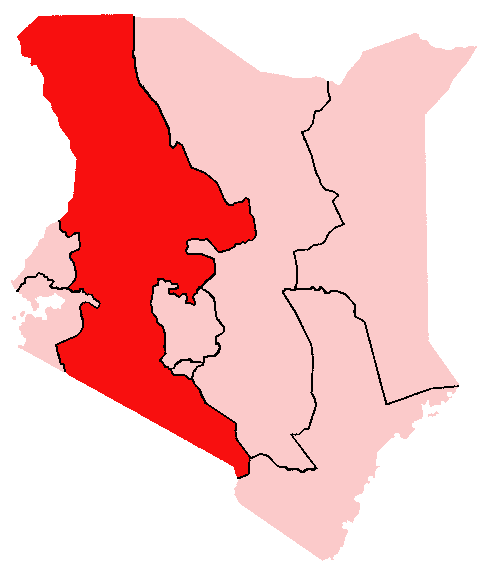

Rift Valley-provinsen är en av Kenyas åtta provinser. Befolkningen beräknades till 8 755 986 invånare år 2008, och ytan uppgår till 173 854 kvadratkilometer. Huvudort är Nakuru. Provinsens geografi domineras av det östafrikanska gravsänkesystemet (Great Rift Valley).
Nationalparker i provinsen är Amboseli nationalpark, Hell's Gate nationalpark, Nakurusjöns nationalpark och Saiwa Swamps nationalpark.